# Prohorî, Borzna
Prohorî (în ucraineană Прохори) este localitatea de reședință a comunei Prohorî din raionul Borzna, regiunea Cernihiv, Ucraina.

## Demografie
Componența lingvistică a localității Prohorî
     Ucraineană (98,9%)
     Rusă (1,1%)
Conform recensământului din 2001, majoritatea populației localității Prohorî era vorbitoare de ucraineană (98,9%), existând în minoritate și vorbitori de rusă (1,1%).